# Китайский лягушкозуб
Китайский лягушкозуб, или сычуаньский лягушкозуб (лат. Liua shihi) — очень редкий вид хвостатых земноводных, обитающих в провинции Сычуань в Китае.

## Описание

### Внешний вид
Общая длина 16—20 см. Внешне похож на семиреченского лягушкозуба. Окраска оливковая с коричневыми пятнышками. Голова у самок несколько меньше, чем у самцов.

### Среда обитания
Сычуаньские лягушкозубы обнаружены на высоте 1310—1722 м над уровнем моря.

### Размножение
Размножается в мае—июне. Из крупных икринок выводятся личинки длиной 26 мм. При длине около 10 см у них пропадают жабры.

## Сычуаньский лягушкозуб и человек
Будучи редким видом с узким ареалом, сычуаньские лягушкозубы нуждаются в изучении биологии, численности и действенных мерах охраны.